# Avenue de Verdun (Châtillon)
Pour les articles homonymes, voir Avenue de Verdun.
L’avenue de Verdun est un important axe de communication de Châtillon dans les Hauts-de-Seine qui suit la tracé de la route nationale 306.

## Situation et accès

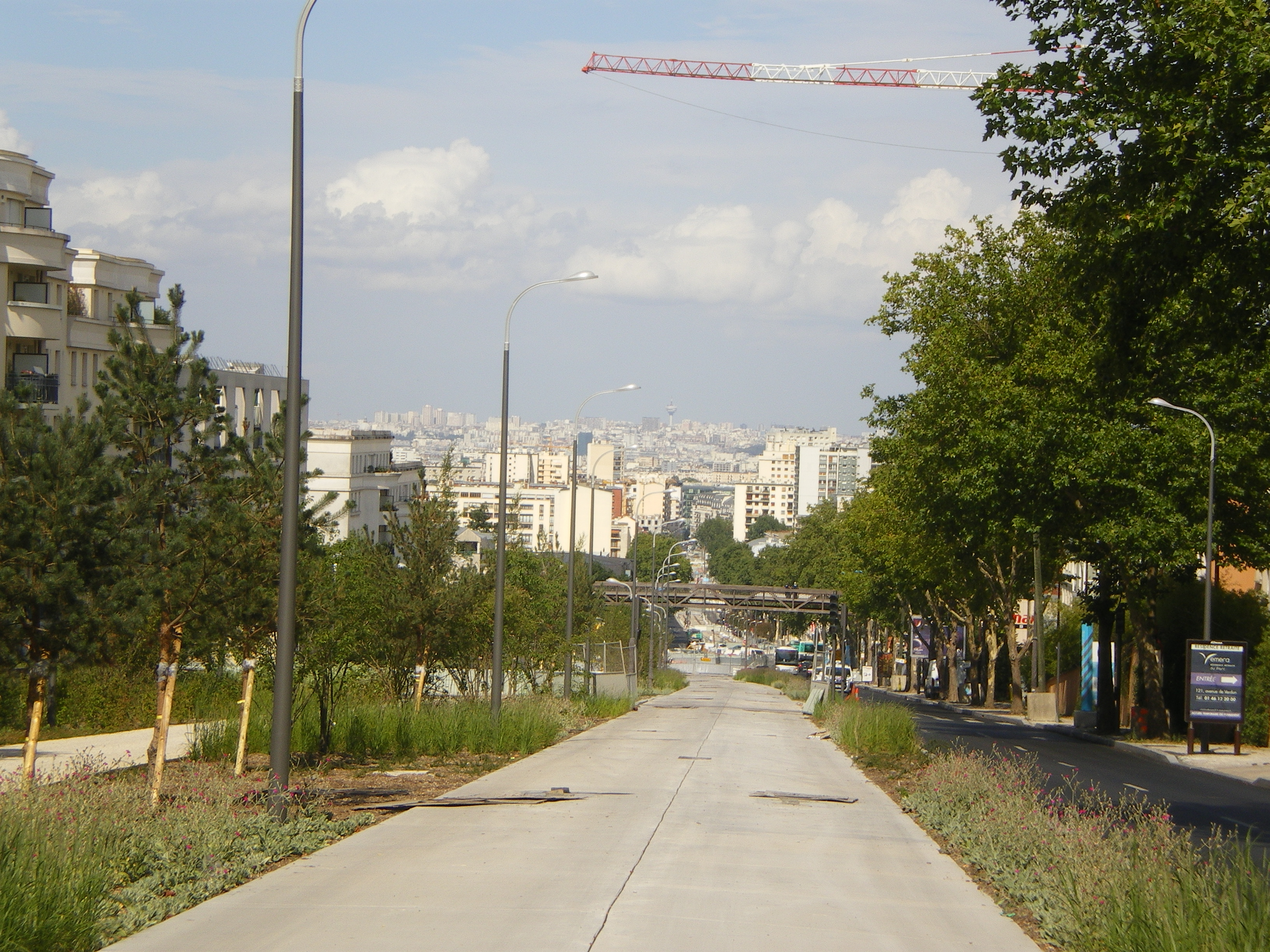
Travaux du T6 et passerelle des Sablons, en août 2012.

Cette avenue orientée du nord-est au sud-ouest commence place du 8-Mai-1945, où se rencontrent la rue Gabriel-Péri, le boulevard de Vanves, le boulevard de la Liberté et l'avenue de Paris. Elle croise ensuite la rue Pierre-Brossolette au niveau de la place du Général-de-Gaulle. Elle est alors franchie par une passerelle piétonnière qui, offrant un panorama unique sur Paris, permet de joindre le quartier des Sablons.
Dans la partie sud-ouest, son niveau descend de quelques mètres sous le niveau du sol, ce qui la fait passer sous la rue Marceau. Elle est ensuite rejointe par l'avenue de la Division-Leclerc, et se termine place de la Division-Leclerc, dans l'axe de l'avenue du Général-de-Gaulle, et perpendiculairement à la rue du Fort et à l'avenue du Général-Leclerc à Fontenay-aux-Roses.
Elle est accessible par la ligne 6 du tramway d'Île-de-France.

## Origine du nom
Le nom de cette avenue rend hommage à la bataille de Verdun, qui se déroula en 1916.

## Historique
Cette avenue a été percée dans les années 1950, avec un tracé parallèle à l'ancien axe de la rue du Ponceau, prolongée par la route de Versailles qui se terminait à l`impasse de la Redoute, qui tient son nom d'une redoute, dite batterie de Châtillon, construite pendant la guerre de 1870.

## Bâtiments remarquables et lieux de mémoire
- Chapelle Sainte-Thérèse-de-l'Enfant-Jésus de Châtillon.
- Cimetière communal de Châtillon.
- Parc André-Malraux.
- Dans les environs, emplacement de l'ancienne Tour Biret.
- Institut de radioprotection et de sûreté nucléaire.